# Castello di Červený Kameň
Il castello di Červený Kameň (Pietra Rossa) sorge nei Piccoli Carpazi, poco a nord di Bratislava, nella Slovacchia occidentale.
Originariamente in questo luogo, nel Duecento, fu edificata dal nobile ungherese Tiburtius Rosd una delle fortezze del sistema difensivo ungherese.
Nel 1535 la fortezza fu acquisita dai Fugger di Augusta, i quali pochi anni dopo la fecero demolire e ricostruire in stile rinascimentale. Ulteriori modifiche furono apportate dai Pálffy, che acquistarono il castello nel 1588 e lo tennero fino al 1945, anno in cui passò allo stato. Nel corso dei secoli, il castello subì anche due grandi incendi, ma fu sempre ricostruito.
Oggi, il castello è utilizzato come museo.

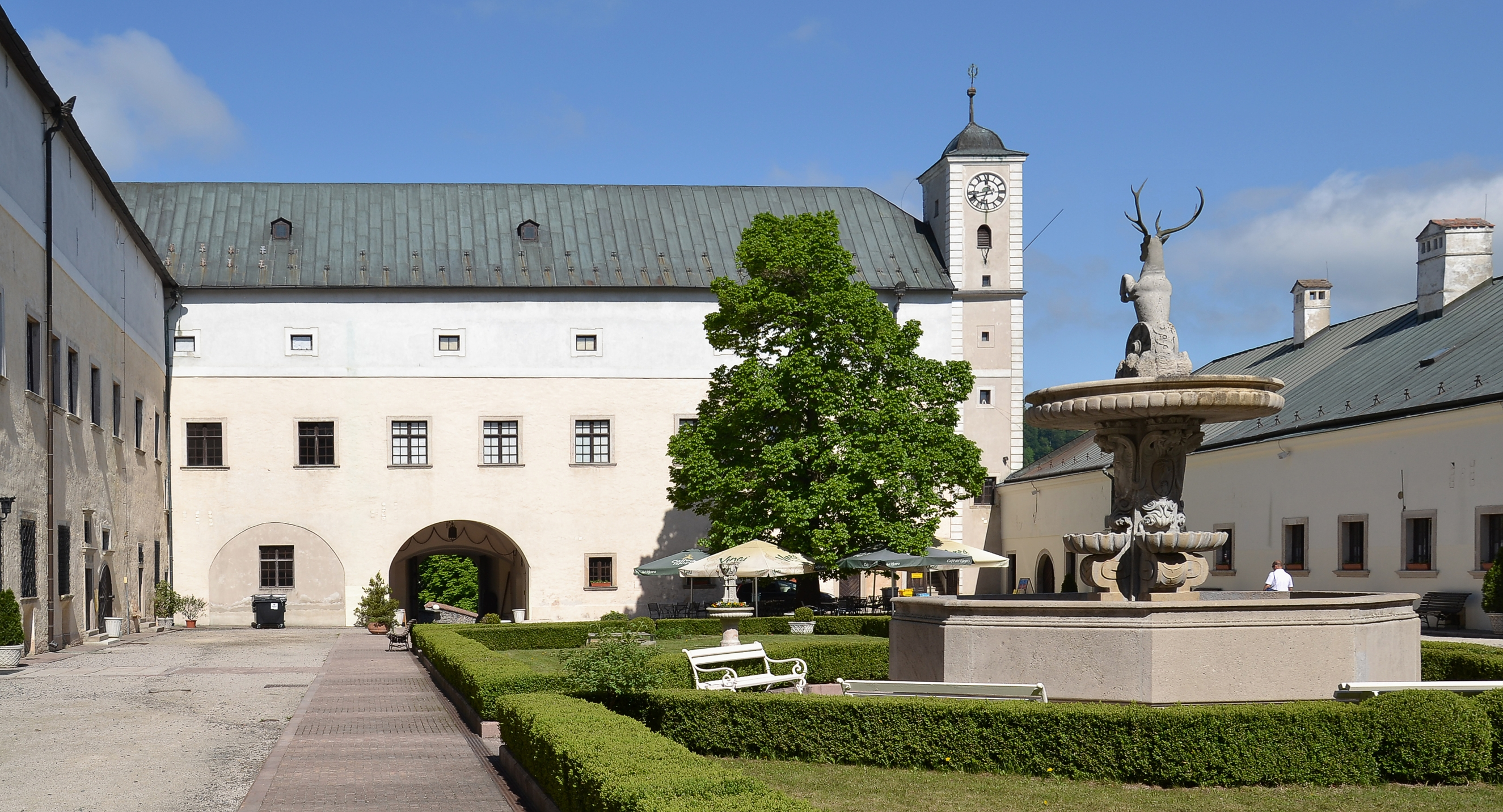
Il cortile del castello.

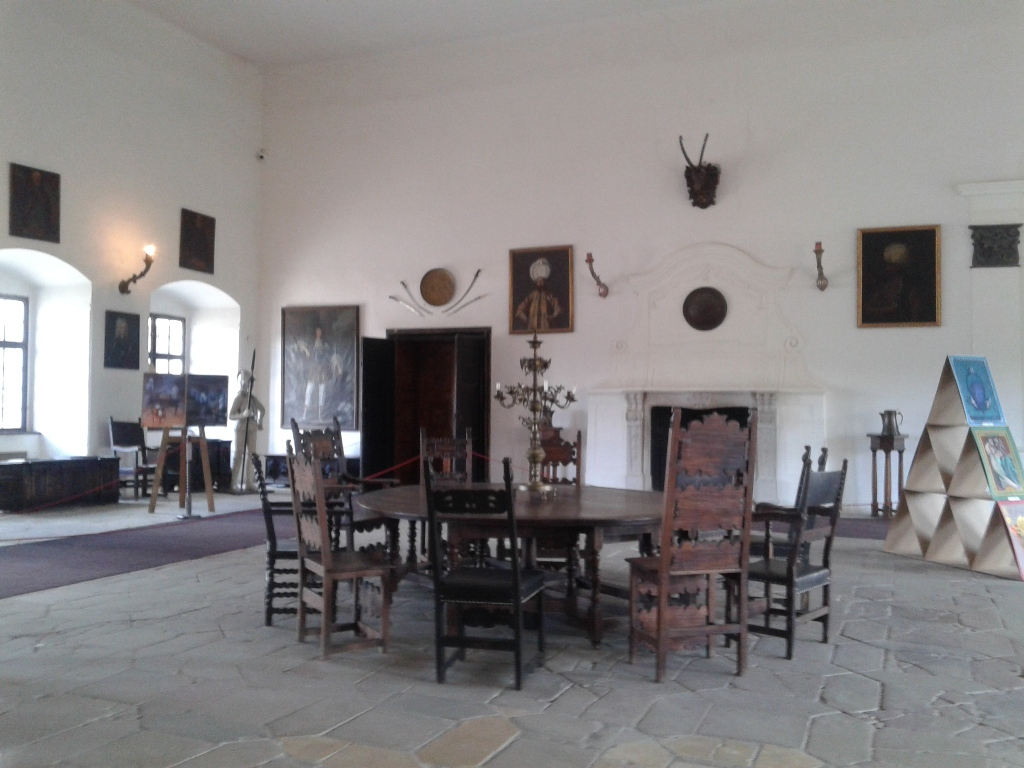
Una delle stanze del castello

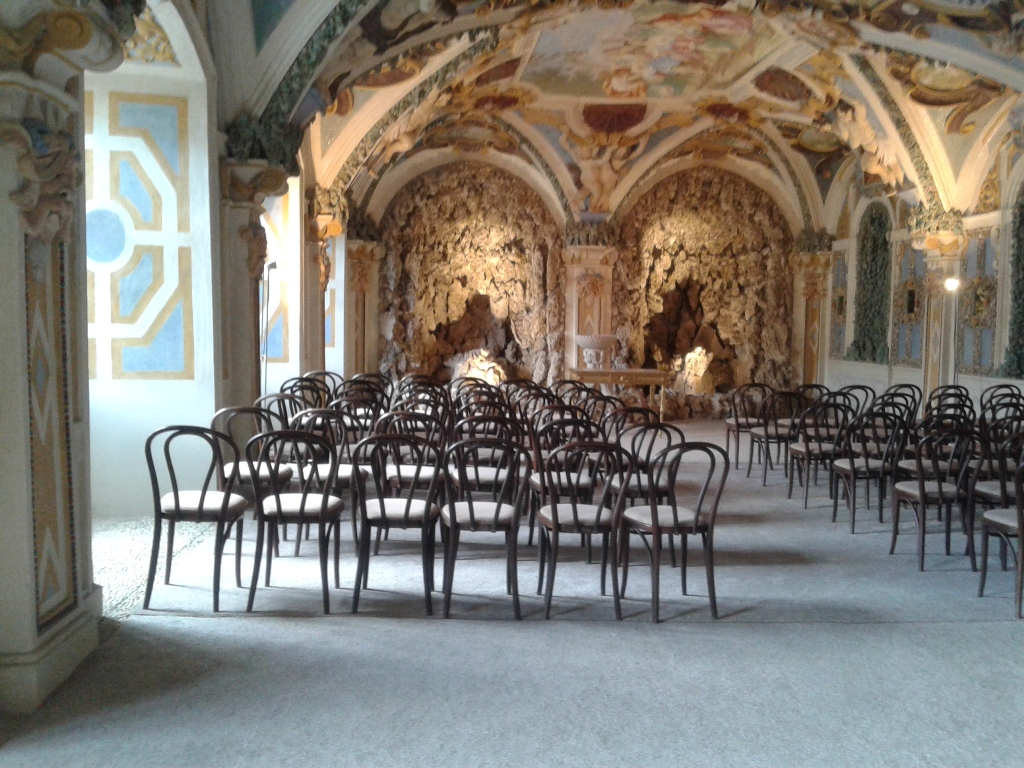
Stanza decorata come una grotta